# آنتاگونیست H1
آنتاگونیست‌های H۱ که مسدودکننده‌های H۱ نیز نامیده می‌شوند، دسته ای از داروها هستند که از عملکرد هیستامین در گیرنده H۱ ( مانند ماهیچه های صاف نایژه و دستگاه گوارش و  پوست ) جلوگیری می‌کنند و به کاهش واکنش‌های آلرژیک کمک می‌ کنند. عواملی که در آنها اثر درمانی اصلی با مدولاسیون منفی گیرنده‌های هیستامین ایجاد می‌شود، آنتی‌هیستامین نامیده می‌شوند. سایر عوامل ممکن است اثر آنتی هیستامینرژیک داشته باشند اما آنتی‌هیستامین واقعی نیستند.
در استفاده رایج، اصطلاح «آنتی‌هیستامین» فقط به آنتی‌هیستامین‌های H۱ اشاره دارد. تقریباً تمام آنتی‌هیستامین‌های H۱ به عنوان آگونیست معکوس در گیرنده هیستامین H1 عمل می‌کنند، برخلاف آنتاگونیست‌های خنثی، همانطور که قبلاً تصور می‌شد.